# Kurushima Michifusa
Kurushima Michifusa est un nom japonais traditionnel ; le nom de famille (ou le nom d'école), Kurushima, précède donc le prénom (ou le nom d'artiste).
Kurushima Michifusa (来島 通総, 1562-26 octobre 1597), 4e fils de Kurushima Michiyasu (来島 通康), est un samouraï de la fin de la période Sengoku. Il fait partie de l'armée de Fukushima Masanori lors de la guerre de sept ans. Il est tué à la bataille de Myong-Yang par les forces de l'amiral coréen Yi Sun-sin.

## Source de la traduction
- (en) Cet article est partiellement ou en totalité issu de l’article de Wikipédia en anglais intitulé « Kurushima Michifusa » (voir la liste des auteurs).